# Viola mandonii
Viola mandonii är en violväxtart som beskrevs av Wilhelm Becker. Viola mandonii ingår i släktet violer, och familjen violväxter. Inga underarter finns listade i Catalogue of Life.